# 1-5-2

Колёсная схема паровоза типа 1-5-2

Тип 1-5-2 — паровоз с пятью движущими осями в одной жёсткой раме, одной бегунковой и двумя поддерживающими осями. Явился конструктивным развитием паровозов типов 1-5-1 и 1-4-2. Двухосная поддерживающая тележка обеспечила возможность установки более мощного котла с увеличенной колосниковой решёткой. Основное распространение тип 1-5-2 получил в Северной Америке (411 ед.), на десяти грузонапряжённых железных дорогах США, (постройки заводов: Лима, Балдвин, АЛКо и Алтуна) и в Канаде (37 ед.), на высокогорном участке Канадско-Тихоокеанской ж.д. (36 ед. постройки завода Монреаль). Выполняя внешние заказы, завод АЛКо построил «облегчённые» варианты паровозов типа 1-5-2, для СССР (5 ед.) и для Бразилии (20 ед.).
По сложившейся в Северной Америке традиции, паровозу типа 1-5-2, в 1925 г., было впервые присвоено название «Техас» — созвучное с названием дороги «Техас и Тихоокеанская», которая первая в мире заказала паровозы этого типа, это название типа приняли все дороги США, за исключением ж.д. «Чикаго Берлингтон и Квинси», на которой, в 1927 г., тип 1-5-2 получил название «Колорадо» — по названию Штата, а на «Канадской-Тихоокеанской» ж.д., в 1928 г., тип 1-5-2 получил название «Се́лкерк» — по географическому названию горного хребта, через который пролегала ж.д. линия, на которой эти паровозы работали.
Методы записи для разных классификаций:
- Международная (UIC): 1E2
- Американская: 2-10-4
- Испанская и французская: 152
- Российская: 1-5-2
- Швейцарская: 5/8

## История создания и развития типа 1-5-2
К концу 1-й Мировой войны, железная дорога «Atchison, Topeka and Santa Fe Railway» (ATSF) — родоначальница паровозов типа 1-5-1 «Санта-Фе», заказывая фирме Балдвин очередную партию паровозов типа 1-5-1, потребовала, впервые в практике мирового паровозостроения, для последнего паровоза из этой партии, произвести замену одноосной поддерживающей тележки двухосной, с целью проведения в условиях дороги сравнительных испытаний с серийным паровозом типа 1-5-1, для оценки их степени воздействия на верхнее строение пути. В 1919 году, первый в мире паровоз с осевой формулой 1-5-2, переделанный из типа 1-5-1, поступил на дорогу A.T.&S.F., где ему был присвоен инвентарный номер 3829. В ходе сравнительных испытаний, паровоз типа 1-5-2, имея одинаковые с типом 1-5-1, котёл, цилиндры паровой машины и сцепной вес, не имел преимуществ в тяговых характеристиках. Применение двухосной поддерживающей тележки обеспечило возможность улучшить конструкцию зольника — устройства, обеспечивающего подвод воздуха к колосниковой решётке и повысить полноту сгорания топлива, а значит и на экономичность котла. Кроме того, двухосная тележка, по сравнению с одноосной у типа 1-5-1 (как правило, перегруженной), значительно снизила вредное динамическое воздействие на путь при движения паровоза с большой скоростью, особенно задним ходом («трубой назад»), позволяя использовать паровоз на участках с рельсами лёгкого типа. Однако двухосная тележка, воздействуя, через систему балансиров, на рессоры движущих осей существенно их разгружала, тем самым снижая подрессоренный сцепной вес паровоза, а значит и силу тяги по сцеплению, делая паровоз более «скользким» — склонным к буксованию. По результатам сравнительных испытаний, паровозов типа 1-5-1 и 1-5-2, при одинаковых котлах, машинах и сцепном весе, был сделан вывод о том, что для достижения превосходства типа 1-5-2 над типом 1-5-1 по мощности, благодаря двухосной поддерживающей тележке, обеспечивается возможность установки на экипажную часть более мощного, а значит и более тяжёлого, котла с увеличенными размерами топки и цилиндрической части. Однако, к 1919 г., большинство железных дорог США получили возможность производить замену рельсов лёгкого типа более тяжёлыми и тем самым повышать допустимую нагрузку на них от колёсных пар, в том числе и поддерживающих. В итоге, результаты сравнительных испытаний типов 1-5-1 и 1-5-2, для дороги A.T.&S.F. потеряли свою актуальность и первый в мире паровоз с осевой формулой 1-5-2, этой дорогой, не был идентифицирован в качестве нового типа. По оценочной себестоимости, «полноценный» паровоз 1-5-2 (с более мощным котлом) значительно превосходил тип 1-5-1. В результате, дорога A.T.&S.F. продолжала, вплоть до 1930 г., заказывать паровозы типа 1-5-1 с учётом открывшейся возможности повышения их мощности за счёт увеличения осевой нагрузки на рельсы. Экспериментальный паровоз с осевой формулой 1-5-2 № 3829 продолжал работать на дороге A.T.&S.F., вплоть до исключения из инвентаря в 1955 году.
Испытания паровоза типа 1-5-2 № 3829 заинтересовали паровозостроительные фирмы Алко, Балдвин, Лайма и Канадскую фирму Монреаль, которые продолжили независимые исследования, направленные на улучшение динамических характеристик 2-хосной поддерживающей тележки и к 1925 году добились в этом деле положительных результатов, открыв возможности развития: грузового типа 1-4-1 «Микадо», в тип 1-4-2 «Беркшир» и развития пассажирских типов, из типа 2-3-1 «Пасифик» в тип 2-3-2 «Гудзон», из типа 2-4-1 «Маунтен» в тип 2-4-2 «Локованна». По своей конструктивной схеме, все проектируемые двухосные поддерживающие тележки отнесены к системе «Двойной Биссель», при этом тележки созданные фирмами Лайма и Монреаль имеют относительно большую колёсную базу, чем обеспечивается возможность установки на них увеличителя тяги (бустера), а тележки созданные фирмами Балдвин и Алко, имеют относительно меньшую колёсную базу и менее пригодны для установки на них бустера, но зато они лучше вписываются в кривые и имеют лучшие динамические характеристики.
В 1925 году, паровозостроительная фирма Лайма, получившая заказы на проектирование и постройку паровозов типа 1-4-2 для ж.д. «В.& А.» и «I.C.», в инициативном порядке предложила ж.д. «Техас и Тихоокеанская» («Texas & Pacific» — T.&.P.), нуждающейся в более мощных паровозах, проектный вариант удлинения паровоза типа 1-4-2 путём установки дополнительной 5-й движущей оси и увеличения диаметра цилиндров… Таким образом, к 1925 году последовательно сформировались две концепции создания паровоза типа 1-5-2, способного превзойти тип 1-5-1 по мощности. Первая концепция предполагала развитие типа 1-5-2 из типа 1-5-1 путём установки более мощного котла с более развитой топочной и цилиндрической частями. Вторая концепция, предполагала создание типа 1-5-2 путём удлинения типа 1-4-2, за счёт установки 5-й движущей колёсной пары и удлинения цилиндрической части котла.
Первый в мире, «полноценный», головной серийный паровоз типа 1-5-2, (превосходящий по мощности тип 1-5-1 с таким же сцепным весом), был выпущен фирмой Лима в 1925 году, для ж.д. «T.&.P.», с обозначением серии (Class: «T-1») и инвентарного номера 600. Всего в 1925 г., на ж.д. «T.&.P.» поступило 10 ед. паровозов Class: «T-1», которые оказались весьма удачными. В этой связи, паровозы с осевой формулой 1-5-2 почти повсеместно, получили название типа: «Техас». На этих паровозах, для разгрузки пальцев кривошипов ведущей колёсной пары, впервые в мире были применены «тандем дышла». Эти паровозы выпускались для ж.д. «T.&.P.» в период с 1925 по 1929 гг. c незначительными конструктивными изменениями.
Однако, в системе ж.д «Чикаго, Берлингтон и Квинси», с 1927 года, паровозы типа 1-5-2, получили название: «Колорадо», а в системе ж.д. «Канадская Тихоокеанская», паровозы типа 1-5-2, постройки завода «Монреаль», получили название: «Се́лкерк» (англ. «Selkirk»).
С 1928 г., дорога «Канадская Тихоокеанская» («Canadion Pacific» — Can.Pac.) начала успешно использовать паровозы типа 1-5-2 «Се́лкерк», постройки завода Монреаль, на высокогорном участке с крутыми и затяжными подъёмами, первоначально в грузовых, а затем и в пассажирских поездах.
До 1930 г., Североамериканские паровозы типа 1-5-2 проектировались с диаметром движущих колёс: 1524 мм (АЛКО); 1600 мм (Лайма и Монреаль); 1630 мм (Балдвин), однако, к 1930 г., ж.д. США «Чезапик и Огайо» («Chesapeake & Ohio» — C.& O.) потребовала увеличения конструкционной скорости заказываемых паровозов, для работы в ускоренных грузовых поездах, вследствие возникшей конкуренции с грузовым автотранспортом… Аналогичные требования выдвинула и дорога A.T.&S.F. Однако, увеличение конструкционной скорости сопровождалось ростом динамических нагрузок на движущий механизм. Для решения проблемы уравновешивания возросших динамических нагрузок, требовалось дальнейшее увеличение диаметра движущих колёс (по аналогии с пассажирскими паровозами).
К 1930 г., семнадцать ж.д. США перешли на рельсы тяжёлого типа, с погонной массой (50÷67 кг/м), обеспечив возможность повышения коэффициента соответствия (напряжения) (отношение веса погонного метра рельса, к осевой нагрузке), в среднем, с 1,67 до 2,7. Это обстоятельство открыло дополнительные резервы для увеличения быстроходности и мощности проектируемых паровозов.
В 1930 г., фирмы Лайма и Балдвин, построили самые быстроходные паровозы типа 1-5-2 с увеличенным диаметром движущих колёс 1753 мм (69 дюймов), при этом, увеличивалась база движущих колёс и открывалась возможность пропорционально увеличить размеры котла… Однако, грузовой паровоз с диаметром движущих колёс как у пассажирского паровоза, при сохранении неизменной цилиндровой силе и неизменном сцепном весе, неизбежно приобрёл бы большую склонность к буксованию… Поэтому, возможность увеличить размеры котла, обеспечивала необходимое увеличение сцепного веса, для компенсации снижения коэффициента сцепления при увеличении диаметра движущих колёс. Создание таких паровозов в США, стало возможным только благодаря исключительно высоким допустимым осевым нагрузкам на рельсы тяжёлого типа.
В истории паровозостроения, 1930 год явился апофеозом в развитии типа 1-5-2 по мощности, быстроходности и габаритным размерам… В 1930 году, фирма Лайма при активном участии инженеров дороги C.& O. и фирма Балдвин, соответственно, по заказу ж.д.: «Чезапик и Огайо» и «Атчисон-Топика и Санта Фе», спроектировали и построили, как оказалось, весьма удачные, наиболее мощные и быстроходные паровозы типа 1-5-2… Эти паровозы, явились конструктивным развитием лучших серийных образцов типа 1-5-2, выпускаемых заводами Лайма и Балдвин и по существу явились их масштабно увеличенными аналогами. В истории создания паровоза типа 1-5-2 с колёсами диаметром 1753 мм (69 дюймов) лидировал завод Лайма… В течение 1930 г., завод Лима выпустил сразу 40 «больших» паровозов, типа 1-5-2, которым ж.д. «Чезапик и Огайо» присвоила серию «Т-1», в то время как завод Балдвин в 1930 г., выпустил единственный опытный «большой» тип 1-5-2, которому ж.д. «A.T.&S.F.» присвоила обозначение Class: «5000» и название: — «Madam Queen» («Мадам Королева» — «Ферзь»)… Однако, по причине экономического кризиса, только в 1938 г., завод Балдвин выпустил для ж.д. «Атчисон-Топика и Санта Фе» 10 ед. «большеколёсных» паровозов типа 1-5-2, которым на этой дороге была присвоена серия Class: «5001» — серийное развитие опытного прототипа «5000». Эти паровозы, в целях повышения быстроходности, имели самый большой (для типа 1-5-2 и для всех грузовых паровозов), диаметр движущих колёс 1879 мм (74 дюйма).
Во время Второй Мировой вйны, новые паровозы типа 1-5-2 заказывали три наиболее грузонапряжённые ж.д. США: «B.&L.E», «P.R.R.» и «A.T.&S.F.», в целях обеспечения возросших грузоперевозок по требованиям военного периода.
Вплоть до 1942 г., «большеколёсными» паровозами типа 1-5-2 располагали только две дороги: «Чезапик и Огайо» — Class: «T-1» (30 ед.) и «Атчисон-Топика и Санта Фе» — Class: «5000» (1ед.)и «5001» (10 ед.), остальные дороги заказывали тип 1-5-2 с колёсами «нормального» диаметра: 1524 мм (АЛКО); 1600 мм (Лайма и Монреаль); 1630 мм (Балдвин). Эти менее быстроходные паровозы, при меньшей себестоимости, вполне справлялись с грузоперевозками.
Во время войны, «большеколёсные» паровозы типа 1-5-2 заказывали только «Пенсильванская»(1942÷1944 гг.) и «Атчисон-Топика и Санта Фе» (1944 г.). Эти заказы были вызваны резким возрастанием грузопотоков на этих дорогах, обусловленных требованиями военного времени. В указанный период, Пенсильванская дорога, отличающаяся консерватизмом в отношении паровозных конструкций, впервые была вынуждена их нарушить и принять в качестве прототипа «большеколёсный» тип 1-5-2 (совместный проект 1930 г. завода Лима и ж.д. «Чезапик и Огайо», Class: «T-1»), с незначительными конструктивными изменениями и «своим» тендером. В 1944 г. Пенсильванская дорога располагала самым большим парком паровозов типа 1-5-2 (125 ед.), построенных в чрезвычайно короткие сроки заводом Алтуна, в кооперации с заводом Лима. Дорога «Атчисон-Топика и Санта Фе», в 1944 году получила 26 ед. «большеколёсных» паровозов типа 1-5-2, серии «5011», выпущенных заводом Балдвина и являющихся конструктивным развитием предшествующей серии «5001» (выпуск 1938 г.).
Североамериканские паровозы типа 1-5-2 интенсивно эксплуатировались на наиболее грузонапряжённых участках ж.д. США и Канады, вплоть до их замены тепловозами. Их основное преимущество, по сравнению с несколько более мощными 4-х цилиндровыми сочленёнными паровозами системы Маллет, состояло в меньшей себестоимости заказа на постройку при меньших материальных затратах в эксплуатации и ремонте.
В 1949 г., завершающую партию паровозов типа 1-5-2 (6 ед.)выпустил завод Монреаль для Канадской Тихоокеанской ж.д. Располагаемый парк паровозов типа 1-5-2 в Северной Америке эксплуатировался предельно интенсивно, вплоть до списания по причине износа и замещения тепловозами.

## Выпуск паровозов типа 1-5-2 в США
В США паровозы типа 1-5-2 выпускались паровозостроительными фирмами: Лайма (Lima), Балдвин (Baldvin), АЛКО (ALCO) и Алтуна, по заказу девяти частных железных дорог:
Атчисон, Топика и Санта Фе (Atchison, Topeka & Santa Fe — A.T. & S.F.) — парк: 38 ед., Baldvin: 1930÷1944 гг. — 37 ед.;
Техас и Тихоокеанская (Texas & Pacific — T.& P.) — парк: 70 ед., Lima: 1925÷1929 гг. — 70 ед.;
Чикаго, Берлингтон и Квинси (Chicago, Burlington & Quincy — C.B. & Q.) — парк: 18 ед., Baldvin: 1927÷1929 гг. — 18 ед;
Бессемер и Озеро Эри (Bessemer & Lake Erie — B. & L.E.) — парк: 47 ед., Baldvin: 1929÷1944 гг. — 37 ед. и ALCO: 1937 г. — 10 ед.;
Чикаго Большой Вестерн (Chicago Great Western — C.G.W.) — парк: 54 ед., Lima: 1930÷1931 гг. — 21 ед. и Baldvin 1930 г. — 33 ед;
Центральная Вермонт (Central Vermont — C.Vt.) — парк: 10 ед., ALCO: 1928 г. — 10 ед.;
Чезапик и Огайо (Chesapeake & Ohio — C. & O.) — парк: 40 ед., Lima: 1930 г. — 40 ед. ;
Город Канзас Южный (Kansas City Southern — K.C.S.)- парк: 10 ед., Lima: 1937 г. — 10 ед. ;;
Пенсильванская ж.д. (Pensylvania — P.R.R.) — парк: 125 ед., Altoona: 1942÷1944 гг. — 125 ед.;
Всего, за период 1925÷1944 гг., заводы: Lima, Baldvin, ALCo и Altoona выпустили по заказу ж.д. США — 411 ед. паровозов типа 1-5-2.
| Год выпуска | Завод производитель | Ж. Д. Заказчик | Количество | Дорожная серия | Инвентарные номера серии | Примечания |
| ----------- | ------------------- | -------------- | ---------- | -------------- | ------------------------ | --- |
| 1919        | Baldvin             | A.T. & S.F.    | 1          | «3800»         | 3829                     | По требованию ж.д. A.T. & S.F. переделан из типа 1-5-1 в тип 1-5-2 |
| 1925        | Lima                | T.& P.         | 10         | «I-1»          | 600÷609                  | Паровозы 1-го заказа. Конструктивное развитие типа 1-4-2 — «Удлинённый „Беркшир“» |
| 1927        | Lima                | T.& P.         | 15         | «I-1а»         | 610÷624                  | Паровозы серии «I-1» 2-го заказа. Развитие серии «I-1» с учётом опыта эксплуатации |
| 1927        | Baldvin             | C.B. & Q.      | 12         | «M-4»          | 6310÷6321                | В системе ж.д. C.B. & Q. присвоено имя собственное: «Colorado» |
| 1928        | ALCO                | C.V.t          | 10         | «Т-3а»         | 700÷709                  | |
| 1928        | Lima                | T.& P.         | 15         | «I-1b»         | 625÷639                  | Паровозы серии «I-1» 3-го заказа. Развитие подсерии «I-1a» с учётом опыта эксплуатации T.& P. |
| 1928        | Lima                | T.& P.         | 15         | «I-1c»         | 640÷654                  | Паровозы серии «I-1» 4-го заказа. Развитие подсерии «I-1b» с учётом опыта эксплуатации T.& P. |
| 1929        | Lima                | T.& P.         | 15         | «I-1d»         | 655÷669                  | Паровозы серии «I-1» 5-го заказа. Развитие подсерии «I-1с» с учётом опыта эксплуатации T.& P. |
| 1929        | Baldvin             | C.B. & Q.      | 6          | «M-4»          | 6322÷6327                | Развитие серии «М-4» «Colorado» с учётом опыта эксплуатации C.B. & Q. |
| 1929        | Baldvin             | B. & L.E.      | 1          | «H-1a»         | 601                      | Конструктивно аналогичны серии М-4 «Colorado» C.B. & Q., внесены изменения с учётом требований заказчика B. & L.E.                                                                                        |
| 1930        | Baldvin             | B. & L.E.      | 9          | «H-1b»         | 602÷610                  | Развитие серии H-1a с учётом опыта эксплуатации |
| 1930        | Lima                | C.G.W.         | 18         | «Т-1»          | 850÷864; 880÷882         | Модефикация серии I-1b T.& P., с учётом требований заказчика C.G.W. |
| 1930        | Baldvin             | C.G.W.         | 33         | «Т-2»          | 865÷897                  | Модефикация серии М-4 «Colorado» C.B. & Q., с учётом требований заказчика C.G.W. |
| 1930        | ALCO                | НКПС СССР      | 5          | «Та»           | 10000÷10004              | Облегчённый вариант серии Т-3а C.V.t, спроектирован с учётом технического задания НКПС СССР. |
| 1930        | Lima                | C. & O.        | 40         | «T-1»          | 3000÷3039                | Развитие серии «I-1» T.& P., в направлении повышения быстроходности путём пропорционального увеличения размеров котла и диаметра движущих колёс                                                           |
| 1930        | Baldvin             | A.T. & S.F.    | 1          | «5000»         | 5000                     | Развитие серии «М-4» C.B. & Q. в направлении повышения быстроходности путём пропорционального увеличения размеров котла и диаметра движущих колёс. Опытный паровоз получил имя собственное: «Madam Quin». |
| 1931        | Lima                | C.G.W.         | 3          | «Т-3»          | 883÷885                  | Дополнительный заказ к поступившим в 1930 г., 18-ти (850÷864; 880÷882). |
| 1936        | Baldvin             | B. & L.E.      | 10         | «Н-1с»         | 611÷620                  | Дополнительный заказ к поступившим в 1930 г., 9 серии «H-1b», развитие серии H-1b, с учётом опыта эксплуатации B. & L.E..                                                                                 |
| 1937        | ALCO                | B. & L.E.      | 10         | «Н-1d»         | 621÷630                  | Конструктивно аналогичны серии «Т-3а» C.V.t. с изменениями с учётом требований заказчика B. & L.E. |
| 1937        | Lima                | K.C.S.         | 10         | «J»            | 900÷909                  | Конструктивно аналогичны серии «I-1b» T.& P., с изменениями с учётом требований заказчика K.C.S. |
| 1938        | Baldvin             | A.T. & S.F.    | 10         | «5001»         | 5001÷5010                | Серийное развитие опытного паровоза «5000» «Madam Quin», заказа 1930 г. |
| 1941        | Baldvin             | B. & L.E.      | 5          | «Н-1e»         | 631÷635                  | Развитие серии «Н-1с», заказа 1936 г., с учётом опыта эксплуатации B. & L.E. |
| 1942        | Baldvin             | B. & L.E.      | 2          | «Н-1f»         | 636÷637                  | Паровозы серии «Н-1f» 4-го заказа. Развитие серии Н-1e, выпуска 1941 г., с учётом опыта эксплуатации B. & L.E.                                                                                            |
| 1942        | Altoona             | P.R.R.         | 6          | «J-1»          | 6450÷6455                | Паровозы серии «J-1» 1-го заказа. Пенсильванский вариант паровоза Lima серии Т-1 C. & O., постройки 1930 г., с конструктивными изменениями, с учётом требований P.R.R.                                    |
| 1943        | Altoona             | P.R.R.         | 19         | «J-1»          | 6456÷6474                | Паровозы серии «J-1» 2-го заказа. |
| 1943        | Altoona             | P.R.R.         | 26         | «J-1а»         | 6475÷6500                | Модифицированные паровозы серии «J-1а» 3-го заказа. |
| 1943        | Altoona             | P.R.R.         | 34         | «J-1a»         | 6401÷6434                | Модифицированные паровозы серии «J-1а» 4-го заказа. |
| 1943        | Altoona             | P.R.R.         | 15         | «J-1»          | 6435÷6449                | Паровозы серии «J-1» 5-го заказа. |
| 1943        | Altoona             | P.R.R.         | 7          | «J-1»          | 6150÷6156                | Паровозы серии «J-1» 6-го заказа. |
| 1943        | Baldvin             | B. & L.E..     | 5          | «Н-1g»         | 638÷642                  | Паровозы серии «Н-1g» 5-го заказа. Развитие серии Н-1f, выпуска 1942 г., с учётом опыта эксплуатации B. & L.E.                                                                                            |
| 1944        | Baldvin             | B. & L.E..     | 5          | «Н-1g»         | 643÷647                  | Паровозы серии «Н-1g» 6-го заказа. |
| 1944        | Baldvin             | A.T. & S.F.    | 25         | «5011»         | 5011÷5035                | Развитие паровозов 1-го заказа. выпуска 1938 г., серии «5001». |
| 1944        | Altoona             | P.R.R.         | 18         | «J-1»          | 6157÷6174                | Паровозы серии «J-1» 6-го заказа. |

## Паровозы типа 1-5-2 в СССР
В СССР, возможность использования на главнейших грузовых направлениях сети дорог, паровозов типа 1-5-2, была впервые рассмотрена в 1926 году, когда принималось решение о выделении средств для первоочередной реконструкции Луганского паровозостроительнго завода, по образцу крупнейшего в мире завода фирмы АЛКО (США)… Тогда, для проектирования комплекса новых производственных цехов, на дополнительных площадях Луганского завода, в СССР были приглашены специалисты из США. Технические условия на проектирование производственных мощностей Луганского завода предполагали крупносерийное производство паровозов типа 1-5-2 с осевой нагрузкой от 23 до 27 тонн. Вплоть до 1930 г., проектирование данного типа паровоза в СССР ограничивалось уровнем эскизного проекта, ввиду отсутствия соответствующей производственной базы, поскольку сроки завершения реконструкции Луганского завода затянулись… Тем не менее, были выработаны технические условия на рабочее проектирование паровоза типа 1-5-2, определившие для него минимально допустимую осевую нагрузку в 23 тонны и диаметр движущих колёс в 1500 мм… При меньшей осевой нагрузке паровоз типа 1-5-2 строить было нецелесообразно, поскольку он не имел бы никаких преимуществ по сравнению с типом 1-5-1. В 1930 г. заводу АЛКО (США) были заказаны 5 ед. паровозов типа 1-5-2, рабочее проектирование которых осуществлялось в соответствии с советскими техническими условиями. В ходе тягово-теплотехнических испытаний тип 1-5-2 подтвердил своё превосходство над типом 1-5-1 с той же осевой нагрузкой на рельсы в 23 тонны. Однако, с 1930 года металлургические предприятия СССР получили крупные военные заказы и в этой связи, сроки проката рельсов тяжёлого типа, в необходимых объёмах, были сдвинуты на неопределённое время… В этих условиях, в 1930 г., Центральному Локомотивопроектному Бюро (ЦЛПБ) было выдано задание на проектирование мощного паровоза «переходного типа» с осевой нагрузкой в 20 тонн (будущего типа 1-5-1 серии ФД). С 1930 года, вплоть до начала Великой Отечественной войны, вопрос о проектировании паровоза с осевой нагрузкой на рельсы свыше 20 тонн, в СССР не рассматривался, поскольку паровозы типа 1-5-1 серии ФД успешно решали задачи грузоперевозок на всех грузонапряжённых участках сети дорог СССР.
После окончания ВОВ, в СССР вновь было разработано техническое задание на проектирование паровоза типа 1-5-2 с минимально возможной осевой нагрузкой 23 т., с учётом прогнозируемого увеличения грузонапряжённости главных магистралей и с учётом освоения проката рельсов тяжёлого типа. Эскизное, техническое и рабочее проектирование паровозов типа 1-5-2 послевоенного поколения осуществлялось в период с 1946 по 1950 гг., тогда были созданы два опытных паровоза типа 1-5-2 на Ворошиловоградском и Улан-Удэнском паровозостроительных заводах. Паровоз типа 1-5-2 Улан-Удэнского завода был признан весьма удачным и был рекомендован к серийному производству… Крупносерийное производство паровозов типа 1-5-2 было по силам только Ворошиловоградскому заводу… Однако, в 1950 году, непредвиденно возникли осложнения в процессе освоения крупносерийного производства основного паровоза средней мощности типа 1-5-0 серия Л, в конструкции которых проявились дефекты в процессе эксплуатации (трещины в узлах главной рамы цилиндрового блока)… Задача срочного устранения дефектов паровоза типа 1-5-0, серии Л, была возложена на Ворошиловоградский завод… При этом, открылась возможность существенно усовершенствовать базовую конструкцию паровоза, путём применения дополнительной поддерживающей тележки, позволяющей установить более мощный котёл с водоподогревателем и применить увеличитель сцепного веса… Ворошиловоградский завод спроектировал на базе типа 1-5-0, варианты паровозов типа 1-5-1 с осевыми нагрузками 18 и 21 т. С учётом перегруженности Ворошиловоградского завода, правительственного задания на серийное производство паровоза типа 1-5-2 с осевой нагрузкой в 23 т., так и не поступило.

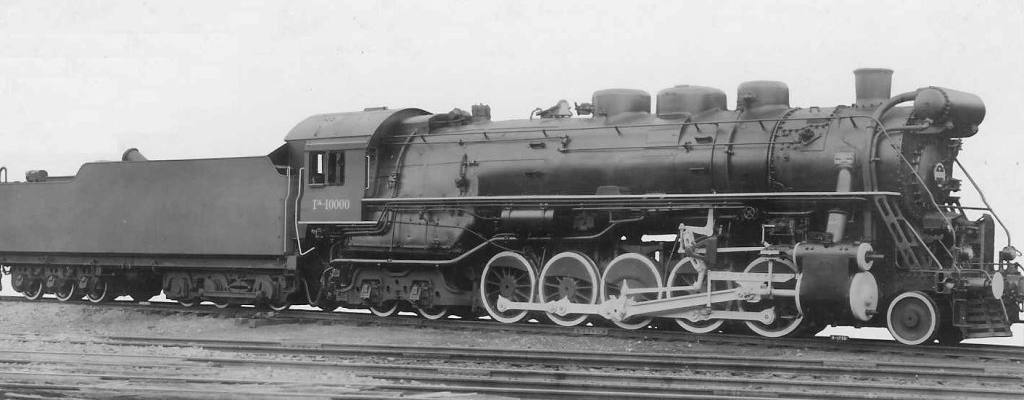
Паровоз типа 1-5-2 серии Т^{А}

Первыми паровозами типа 1-5-2 на советских железных дорогах стали ТА, выпущенные в 1931 году в количестве 5 штук американской компанией ALCO. Они предназначались для проверки возможности эксплуатации паровозов с повышенными осевыми нагрузками (23 тс), но после отрицательных результатов, были отстранены от работы. Во время Великой Отечественной войны часть паровозов серии ФД типа 1-5-1 были переделаны в тип 1-5-2, чтобы за счёт дополнительной оси снизить осевые нагрузки, для возможности эксплуатации на железных дорогах Сибири, имеющих слабое верхнее строение пути. Этим паровозам присвоили обозначение ФДР (разгруженные). После окончания войны и в связи с возвратом этих паровозов на магистральные линии, их вновь переделали в тип 1-5-1.
В 1949 году Улан-Удэнский паровозоремонтный завод выпустил опытный паровоз типа 1-5-2, получивший обозначение 23 (иногда — УУ). Одновременно с ним, Ворошиловградский завод выпустил паровоз ОР23, который был единственным в мире паровозом, имеющим паровую машину с расходящимися поршнями. В нормальную эксплуатацию эти два паровоза не поступали. Паровоз 23 с 1959 года стал использоваться в качестве котельной, а ОР23 и вовсе остался на заводе.